# Heinrich Clam-Martinic
Heinrich Graf von Clam und Martinic (Vienna, 1º gennaio 1863 – Klam, 7 marzo 1932) è stato un politico austro-ungarico.

## Biografia
Nacque a Vienna, figlio del conte Heinrich von Clam-Martinic e della contessa Elisabeth von Schomberg, entrambi appartenenti all'alta nobiltà protestante austriaca, era nipote del politico boemo Jaroslav von Clam-Martinic.
Inizialmente fu indirizzato alla carriera militare come il padre (che era colonnello di un reggimento di cavalleria) ma successivamente fu iscritto al ginnasio di Graz e nel 1888, a soli venticinque anni, entrò nel governo come Ministro senza portafoglio.
Fu primo ministro della Cisleitania dal 20 dicembre 1916 al 23 giugno 1917, dopo essere stato anche ispettore militare sui fronti di Galizia e Carso e aver raggiunto il grado di maggior generale.
Dal 20 luglio 1917 fu anche governatore generale del Montenegro con l'esercito k.u.k.

## Ascendenza
|                              |                         |                                                 | Genitori                                                      |  |  | Nonni |  |  | Bisnonni                     |  |  | Trisnonni       |  |
|                              |                         |                                                 |                                                               |  |  |       |  |  | Karl Josef von Clam-Martinic |  |  | Johann von Clam |  |
|                              |                         |                                                 |                                                               |  |  |       |  |  | Karl Josef von Clam-Martinic |  |  | Johann von Clam |  |
|                              |                         | Caroline Josefa Desfours du Mont et Athienville |                                                               |  |  |       |  |  | Karl Josef von Clam-Martinic |  |  |                 |  |
| Karl von Clam-Martinic       |                         |                                                 |                                                               |  |  |       |  |  | Karl Josef von Clam-Martinic |  |  |                 |  |
|                              |                         | Marie Anna Borita z Martinic                    | Frantisek Karel Borita z Martinic                             |  |  |       |  |  |                              |  |  |                 |  |
|                              |                         | Marie Anna Borita z Martinic                    | Frantisek Karel Borita z Martinic                             |  |  |       |  |  |                              |  |  |                 |  |
|                              |                         | Marie Anna Borita z Martinic                    | Marie Josefa ze Sternberka                                    |  |  |       |  |  |                              |  |  |                 |  |
| Richard von Clam-Martinic    |                         | Marie Anna Borita z Martinic                    |                                                               |  |  |       |  |  |                              |  |  |                 |  |
|                              |                         | Richard Meade, II conte di Clanwilliam          | John Meade, I conte di Clanwilliam                            |  |  |       |  |  |                              |  |  |                 |  |
|                              |                         | Richard Meade, II conte di Clanwilliam          | John Meade, I conte di Clanwilliam                            |  |  |       |  |  |                              |  |  |                 |  |
|                              |                         | Richard Meade, II conte di Clanwilliam          | Theodosia Hawkins-Magill                                      |  |  |       |  |  |                              |  |  |                 |  |
| Selina Meade                 |                         | Richard Meade, II conte di Clanwilliam          |                                                               |  |  |       |  |  |                              |  |  |                 |  |
|                              |                         | Marie-Caroline von Thun und Hohenstein          | Franz von Thun und Hohenstein                                 |  |  |       |  |  |                              |  |  |                 |  |
|                              |                         | Marie-Caroline von Thun und Hohenstein          | Franz von Thun und Hohenstein                                 |  |  |       |  |  |                              |  |  |                 |  |
|                              |                         | Marie-Caroline von Thun und Hohenstein          | Maria Wilhelmine von Ulfeldt                                  |  |  |       |  |  |                              |  |  |                 |  |
| Heinrich von Clam-Martinic   |                         | Marie-Caroline von Thun und Hohenstein          |                                                               |  |  |       |  |  |                              |  |  |                 |  |
|                              | Marc-Marie de Bombelles | Henri François de Bombelles                     |                                                               |  |  |       |  |  |                              |  |  |                 |  |
|                              | Marc-Marie de Bombelles | Henri François de Bombelles                     |                                                               |  |  |       |  |  |                              |  |  |                 |  |
|                              | Marc-Marie de Bombelles | Genevieve Charlotte de Bradins de la Moisiere   |                                                               |  |  |       |  |  |                              |  |  |                 |  |
| Heinrich Franz von Bombelles | Marc-Marie de Bombelles |                                                 |                                                               |  |  |       |  |  |                              |  |  |                 |  |
|                              |                         | Marie-Angélique de Mackau                       | Louis de Mackau                                               |  |  |       |  |  |                              |  |  |                 |  |
|                              |                         | Marie-Angélique de Mackau                       | Louis de Mackau                                               |  |  |       |  |  |                              |  |  |                 |  |
|                              |                         | Marie-Angélique de Mackau                       | Marie-Angélique de Fitte de Soucy                             |  |  |       |  |  |                              |  |  |                 |  |
| Louisa von Bombelles         |                         | Marie-Angélique de Mackau                       |                                                               |  |  |       |  |  |                              |  |  |                 |  |
|                              |                         | Henry David Fraser                              | William Fraser                                                |  |  |       |  |  |                              |  |  |                 |  |
|                              |                         | Henry David Fraser                              | William Fraser                                                |  |  |       |  |  |                              |  |  |                 |  |
|                              |                         | Henry David Fraser                              | Rachel Kennedy                                                |  |  |       |  |  |                              |  |  |                 |  |
| Sophia Maria Jane Fraser     |                         | Henry David Fraser                              |                                                               |  |  |       |  |  |                              |  |  |                 |  |
|                              |                         | Mary Christina Forbes                           | John Forbes                                                   |  |  |       |  |  |                              |  |  |                 |  |
|                              |                         | Mary Christina Forbes                           | John Forbes                                                   |  |  |       |  |  |                              |  |  |                 |  |
|                              |                         | Mary Christina Forbes                           | Ana Joaquina de Almeida e Portugal d'Antas da Cunha e Vilhena |  |  |       |  |  |                              |  |  |                 |  |
|                              |                         | Mary Christina Forbes                           |                                                               |  |  |       |  |  |                              |  |  |                 |  |